# Agenor Maria Adam Gołuchowski
Agenor Maria Adam Gołuchowski herbu Leliwa, niekiedy „Agenor Gołuchowski Młodszy” (ur. 25 marca 1849 we Lwowie, zm. 28 marca 1921 tamże) – galicyjski hrabia, polski prawnik, dyplomata i konserwatywny polityk, II ordynat na Skale, kawaler maltański, minister spraw zagranicznych Austro-Węgier (1895–1906).

## Życiorys
Agenor Maria Adam Gołuchowski urodził się 23 lub 25 marca 1849 roku we Lwowie. Członek bardzo wpływowej w Galicji rodziny Gołuchowskich. Wywodził się z rodziny arystokratycznej, zaangażowanej w politykę Austro-Węgier. Jego ojcem był Agenor Romuald Gołuchowski, minister spraw wewnętrznych Cesarstwa Austriackiego i I Ordynat na Skale, matką hrabianka Maria Karolina Baworowska (1823–1906). Brat Adam Gołuchowski, był posłem i marszałkiem krajowym Galicji. Od 1872 roku Agenor Gołuchowski Młodszy pracował w austriackiej służbie dyplomatycznej. W 1872 roku został attaché w ambasadzie austriackiej w Berlinie. W latach 1883–1887 pracował w Paryżu jako radca legacyjny w ambasadzie austriackiej. Następnie był ambasadorem w Rumunii od 1887 do 1894 roku. 16 maja 1895 roku Franciszek Józef I powołał go na stanowisko ministra spraw zagranicznych Austro-Węgier. Jako szef austro-węgierskiej dyplomacji koncentrował swą uwagę głównie na sprawach bałkańskich. Dążył do pokojowego uregulowania stosunków między Austro-Węgrami a Imperium Rosyjskim i w stosunkach tych szukał porozumienia w spornych kwestiach. Sprzyjał mu w tym ówczesny kurs rosyjskiej polityki zagranicznej. Petersburg poprzez osobę ambasadora Piotra Kapnista dążył do traktatowego ustanowienia statusu quo w regionie. Do rosyjskich zapewnień, że państwo Romanowów pragnie przede wszystkim pokoju podchodził z rezerwą. Negocjacje w tej sprawie toczyły się zarówno w czasie wizyty cesarza Mikołaja II w Wiedniu (1896), jak i rewizyty Franciszka Józefa w Petersburgu (1897). Wykonując obowiązki szefa dyplomacji zyskał zaufanie monarchy, co pozwoliło mu pozostać na stanowisku przez przeszło dekadę.

W ś.p. Agenorze Gołuchowskim tracimy jednego z najlepszych, najbardziej zasłużonych synów ojczyzny. (...) Obrał zawód dyplomatyczny z pewnością nie dla ambicji osobistych, lecz w przekonaniu, że w tym zawodzie, mało dostępnym wówczas dla synów polskiej ziemi, nie tylko państwu austriackiemu, ale zarazem i naszym interesom narodowym niepoślednie zdoła oddać usługi. (...) Dał się poznać jako jeden z najwybitniejszych i najzdolniejszych dyplomatów. (...) W 1895 roku powołało go zaufanie monarchy na najważniejsze stanowisko ministra spraw zewnętrznych monarchii, na którym utrzymał się przez stosunkowo długi czas, bo aż lat 11. (...) Nic tak jaskrawo nie wskazuje jak rozumną i przezorną była polityka Agenora Gołuchowskiego, jak owe liczne błędy i nieszczęsne eksperymenta, które popełnili dwa jego następcy. (...) Zakończył swoje życie w wieku późnym, lecz przecież przedwcześnie, bo w pełni sił umysłowych, które mógł i pragnął zawsze zużytkować dla ukochanej Ojczyzny. Pamięć jego zasług i szlachetnych intencji żyć będzie, za działalność publiczną niewygasła należy mu się wdzięczność. (...) Żegnamy go wszyscy, żegna go Ojczyzna z głębokim żalem. Niech mu ziemia rodzinna, którą tak ukochał, lekką będzie, a niech cześć ogólna, na którą tak pięknie zasłużył, opromienia jego pamięć.

W 1897 roku zawarto porozumienie austriacko-rosyjskie, dotyczące sytuacji na Bałkanach. Na jego podstawie ustalono, że Austro-Węgry i Rosja będą współpracować by zachować dotychczasową sytuację na Bałkanach, a jeśli okazałoby się to niemożliwe, wtedy wspólnie doprowadzą do neutralizacji państw półwyspu. Układ ten miał stanowić moratorium dla rywalizacji rosyjsko-austriackiej w tej części Europy. Podobne porozumienie zostało zawarte w 1903 roku, ale interesy między Wiedniem i Petersburgiem były na tyle rozbieżne, że rywalizacja obu mocarstw narastała. W 1901 roku interweniował u rządu niemieckiego w sprawie dzieci wrzesińskich, w 1902 podpisał traktat z Niemcami i Włochami o odnowieniu Trójprzymierza. Jako minister starał się też, zgodnie ze swoimi możliwościami, wspierać sprawę polską. W 1897 i 1900 roku zawarł porozumienie z Włochami w sprawie zachowania statusu quo w kwestii albańskiej. W trakcie pierwszego kryzysu marokańskiego wspierał politykę Cesarstwa Niemieckiego, co u cesarza Wilhelma II wyrobiło mu opinię „doskonałego sekundanta” (glänzender Sekundant). W 1903 roku, przekonał Franciszka Józefa, by na zbliżającym się konklawe użył przysługującego mu prawa ekskluzywy. Gołuchowski wraz z Janem Puzyną obawiali się, że wybór prorosyjskiego kardynała Mariano Rampolli del Tindaro wpłynie na pogorszenie się sytuacji Polaków na terenie Imperium Rosyjskiego. Franciszek Józef wyraził zgodę i Puzyna zablokował na konklawe wybór Rampollego. Gołuchowski brał także udział w konferencji w Algeciras, podczas której był jedną z pierwszoplanowych postaci. Piastowanie funkcji ministerialnej zakończył 24 października 1906 roku.
Od 1875 roku, tj. od śmierci ojca, Gołuchowski Młodszy zasiadał w Izbie Panów. Od 1907 roku przewodniczył polskiej grupie w izbie wyższej. Nie zasłynął większą aktywnością na polu parlamentarnym. W czasie I wojny światowej bronił polskich interesów w swym dawnym ministerstwie i w komendzie głównej, starając się wykorzystać swoje wpływy polityczne i towarzyskie. Było to o tyle trudne, że przeciwstawiały mu się koła wojskowe, które zdobyły wówczas znaczne wpływy w monarchii habsburskiej. W 1915 r., bez powodzenia, forsował kandydaturę gen. Tadeusza Jordan Rozwadowskiego na stanowisko namiestnika Galicji. Propozycja ta została jednak odrzucona przez cesarza. Gołuchowski był także przewodniczącym Komisji Politycznej Koła Polskiego. Pod jego przewodnictwem polscy posłowie zamanifestowali swój sprzeciw wobec pokoju brzeskiego w 1918 roku. Porozumienie to otwarcie uznał za zdradę i w specjalnej deklaracji on i grupa posłów ogłosiła „wypowiedzenie zerwania związku z rządem austriackim”.
W II Rzeczypospolitej brał udział w dyskusjach politycznych, zarówno we Lwowie, jak i w Warszawie, ale podeszły już wiek nie pozwalał mu na większą aktywność. Ubolewał, że młode państwo polskie nie chce korzystać z doświadczeń, jakie zebrał w swojej długiej karierze dyplomatycznej i urzędniczej. Agenor Maria Gołuchowski zmarł 28 marca 1921 roku w swoim pałacu we Lwowie. Pochowany został 2 kwietnia 1921 roku na cmentarzu Łyczakowskim. W pogrzebie wzięli udział m.in. Karol Olpiński, Józef Haller, Walery Maryański, Stanisław Zimny, a także przedstawiciele Francuskiej Misji Wojskowej z pułkownikiem de Renty oraz mieszkańcy miasta, ziemiaństwo, delegaci instytucji państwowych i miejskich. Msza żałobna została odprawiona w archikatedrze lwowskiej. Mowę pogrzebową wygłosił Leon Piniński.

## Wyróżnienia i odznaczenia

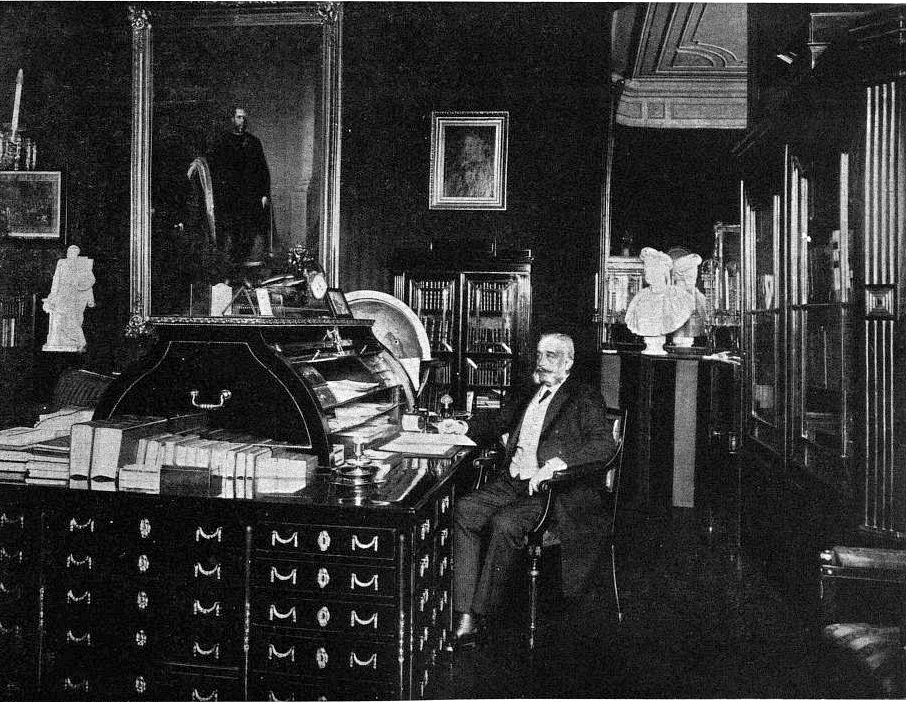
Agenor Maria Gołuchowski w swoim gabinecie, 1901 rok

W kwietniu 1896 w Wiedniu został odznaczony przez cesarza niemieckiego Wilhelma II Orderem Czarnego Orła. W 1897 roku odznaczony został Orderem Świętego Huberta. Należał do Zakonu Maltańskiego. W 1897 roku odznaczony został Krzyżem Wielkim Orderu Świętego Stefana (nr. 1434). Otrzymał także Order Korony Żelaznej I Klasy (1893) i Krzyż Komandorski z Gwiazdą Orderu Franciszka Józefa w 1883. 27 kwietnia 1897 roku cesarz Mikołaj II osobiście wręczył mu insygnia Orderu Świętego Andrzeja Apostoła Pierwszego Powołania. Był też kawalerem Orderu Złotego Runa od 1896.
Honorowy obywatel miasta Krakowa, Rzeszowa, Lubaczowa oraz Oświęcimia.

## Rodzina
Z poślubioną w 1885 roku w Paryżu prawnuczką Joachima Murata i Karoliny Bonaparte, księżniczką Anną z Muratów (1863–1940) miał trzech synów:
1. Agenora Marię Joachima Gołuchowskiego (1886–1956), III ordynata na Skale
2. Wojciecha Agenora Gołuchowskiego (1888–1960), polityka, senatora II RP
3. Karola Marię Agenora Gołuchowskiego (1892)

Wszyscy trzej synowie byli oficerami C. K. Armii podczas I wojny światowej, a potem Wojska Polskiego II RP.
Od 1906 poprzez krewnych żony był spowinowacony z królem angielskim Edwardem VII.

## Odznaczenia
Na podstawie źródła:

- Order Złotego Runa (Austro-Węgry, 1896)
- Krzyż Wielki Orderu św. Stefana w Brylantach (Austro-Węgry, 1906)
- Krzyż Wielki Orderu św. Stefana (Austro-Węgry, 1897)
- Order Korony Żelaznej I i III kl. (Austro-Węgry, 1893 i 1878)
- Komandor z Gwiazdą Orderu Franciszka Józefa (Austro-Węgry, 1883)
- Komandor Orderu Legii Honorowej (Francja, 1872)
- Oficer Orderu Palm Akademickich (Francja, 1872)
- Order Orła Czarnego w Brylantach (Prusy, 1900)
- Order Orła Czarnego (Prusy, 1896)
- Order Orła Czerwonego I kl. (Prusy, 1896)
- Order Królewski Korony IV kl. (Prusy, 1872)
- Krzyż Wielki Orderu św. Grzegorza (St. Apostolska, 1894)
- Krzyż Wielki Orderu Gwiazdy w Brylantach (Rumunia, 1896)
- Krzyż Wielki Orderu Gwiazdy (Rumunia, 1894)
- Krzyż Wielki Orderu Korony (Rumunia, 1894)
- Wielka Wstęga Orderu Kwiatów Paulowni (Japonia, 1898)
- Wielka Wstęga Orderu Wschodzącego Słońca (Japonia, 1896)
- Wielka Wstęga Orderu św. Aleksandra (Bułgaria, 1897)
- Order św. Andrzeja Apostoła Pierwszego Powołania (Rosja, 1897)
- Order św. Aleksandra Newskiego w brylantach (Rosja, 1896)
- Order Korony Rucianej (Saksonia, 1897)
- Krzyż Wielki Orderu Wieży i Miecza (Portugalia, 1897)
- Order św. Huberta (Bawaria, 1897)
- Wielka Wstęga Orderu Słonia Białego (Syjam, 1897)
- Order Annuncjaty z łańcuchem (Włochy, 1897)
- Wielka Wstęga Orderu Korony (Wirtembergia, 1900)
- Wielka Wstęga Orderu Sokoła Białego (Weimar, 1901)
- Wielka Wstęga Orderu Zbawiciela (Grecja, 1902)
- Order Podwójnego Smoka z perłami (Chiny, 1905)
- Order Podwójnego Smoka III kl. I st. (Chiny, 1902)
- Order Osmana I kl. z brylantami (Turcja, 1902)
- Wielka Wstęga Orderu Leopolda (Belgia, 1903)
- Krzyż Wielki Orderu Wiktoriańskiego (Wlk. Brytania, 1903)
- Krzyż Wielki Orderu Karola III (Hiszpania, 1905)
- Krzyż Wielki Orderu Ernestyńskiego (Saksonia, 1906)
- Baliw Krzyża Wielkiego Zakonu Maltańskiego (1896)
- Kawaler Honorowy Zakonu Maltańskiego (1871)